# Live Meltdown
Live Meltdown – koncertowy album zespołu Judas Priest. Został wydany 29 września 1998 roku nakładem wytwórni SPV.

## Lista utworów

### CD 1
1. "The Hellion"
2. "Electric Eye"
3. "Metal Gods"
4. "Death Row"
5. "Grinder"
6. "Rapid Fire"
7. "Blood Stained"
8. "The Sentinel"
9. "Touch Of Evil"
10. "Burn In Hell"
11. "The Ripper"
12. "Bullet Train"
13. "Beyond The Realms Of Death"
14. "Death Row"

### CD 2
1. "Metal Meltdown"
2. "Night Crawler"
3. "Abductors"
4. "Victim Of Changes"
5. "Diamonds & Rust"
6. "Breaking the Law"
7. "The Green Manalishi"
8. "Painkiller"
9. "You've Got Another Thing Coming"
10. "Hell Bent For Leather"
11. "Living After Midnight"

## Twórcy
- Tim Owens – wokal
- K.K. Downing – gitara
- Glenn Tipton – gitara
- Ian Hill – gitara basowa
- Scott Travis – perkusja